# KCB Bank Uganda Limited
KCB Bank Uganda Limited, также KCB Bank Uganda - Коммерческий банк в Уганде, лицензирован Банком Уганды, центральным банком и национальным банковским регулятором. 

## Расположение
Штаб-квартира KCB Bank Uganda расположена в комплексе Commercial Plaza, на Кампала-роуд, 7, в центральном деловом районе Кампалы, столицы Уганды.  Географические координаты штаб-квартиры банка: 0°18'46,0"N, 32°35'12,0"E (широта: 0,312778; долгота: 32,586667). 

## Обзор
KCB Bank Uganda фокусируется на удовлетворении банковских потребностей физических и юридических лиц, а также малых и средних предприятий . По состоянию на 31 декабря 2018 года активы KCB Uganda составляли 18,77 млрд KES (176 млн долларов США). 

## Группа коммерческих банков Кении
Kenya Commercial Bank Uganda  является дочерней компанией KCB Group, конгломерата финансовых услуг, со штаб-квартирой в Найроби, Кения, с дочерними компаниями в Кении, Танзании, Руанде, Южном Судане, Бурунди и Уганде, с представительством в Эфиопии .   Акции KCB Group котируются на Найробийской фондовой бирже и проходят перекрестный листинг на Угандийской фондовой бирже под символом: KCB  По состоянию на 30 июня 2019 года общие активы KCB Group 7,46 миллиарда долларов). 

## История
В ноябре 2007 года первый филиал KCB Bank Uganda открылся в Кампале, столице Уганды, после получения лицензии от Банка Уганды. С тех пор банк открыл еще пятнадцать филиалов в стране. В ноябре 2017 года банк отметил 10-летие присутствия в стране. В то время у KCB было шестнадцать отделений, восемь из них в Кампале и восемь других в крупных городах Уганды. 

## Филиальная сеть
По состоянию на июль 2020 года у KCB Uganda было шестнадцать отделений во всех регионах Уганды, в том числе в следующих местах. 
1. Филиал Аруа - Аруа
2. Филиал Гулу - Гулу
3. Филиал Лира - Лира
4. Филиал портала форта - Портал форта
5. Филиал Джинджа - Джинджа
6. Филиал Хойма - Хойма [11]
7. Филиал Кампала-роуд - Кампала-роуд, главный филиал Кампала [12]
8. Филиал Бен Киванука - улица Бен Киванука, Кампала [13]
9. Филиал на улице Лувум - улица Лувум, Кампала
10. Филиал на Шестой улице - Шестая улица, промышленная зона, Кампала
11. Филиал Oasis Mall - Oasis Mall, Центральный район Кампалы, Кампала
12. Филиал Ндиба - Ндиба, Кампала [14]
13. Филиал Сумбе - Сумбе [15]
14. Филиал Мбарара - Хай-стрит, Мбарара [16]
15. Филиал Кикуубо - Кикуубо - Кампала
16. Филиал Forest Mall - Forest Mall, объездная дорога Лугого, Кампала [17]

## Управление
По состоянию на май 2021 года председателем совета директоров является Констант Отиено Майенде .  Управляющий директор — Эдгар Байама . 

## Смотрите также
- Банковское дело в Уганде
- Список банков Уганды

## Внешние ссылки
- официальный сайт KCB Group
- официальный сайт KCB Уганда
- Филиалы кенийских банков в Восточной Африке получили рекордную прибыль
- Банки в 2019 году: разрыв между лидерами и неудачниками увеличивается По состоянию на 7 мая 2019 года.